# Lispixys avispa
Lispixys avispa är en stekelart som beskrevs av Mason 1969. Lispixys avispa ingår i släktet Lispixys och familjen bracksteklar. Inga underarter finns listade i Catalogue of Life.